# Verolavecchia
Verolavecchia é uma comuna italiana da região da Lombardia, província de Bréscia, com cerca de 3.813 habitantes. Estende-se por uma área de 20 km², tendo uma densidade populacional de 191 hab/km². Faz fronteira com Borgo San Giacomo, Corte de' Cortesi con Cignone (CR), Pontevico, Quinzano d'Oglio, Robecco d'Oglio (CR), Verolanuova.

## Demografia
| Variação demográfica do município entre 1861 e 2011                               |
|                                                                                   |
| Fonte: Istituto Nazionale di Statistica (ISTAT) - Elaboração gráfica da Wikipedia |